# Habenaria nigrescens
Habenaria nigrescens là một loài thực vật thuộc họ Orchidaceae. Loài này có ở Cameroon và Nigeria. Môi trường sống tự nhiên của chúng là đồng cỏ nhiệt đới hoặc cận nhiệt đới vùng đất cao. Chúng hiện đang bị đe dọa vì mất môi trường sống.